# 攻めCOMダンジョン ドルルルアーガ
『攻めCOMダンジョン ドルルルアーガ』（せめこみダンジョン ドルルルアーガ）は、2000年12月15日にナムコ（後のバンダイナムコゲームス）から発売されたゲームボーイ用ゲームソフト。「バビロニアン・キャッスル・サーガ」の一つで、『ドルアーガの塔』の時代から百年後を舞台にした外伝作品である。

## ゲームシステム
ナムコが2000年12月15日に発売したターンバトル制のRPG。主人公であるギルスと各ステージの敵ボスは自分達のダンジョンから敵のダンジョンに攻め入り、ダンジョンのどこかに置いてある3つの鍵を取得する。そして敵のダンジョン中枢にある「ジュエル｣を先に取れば勝ちというルール。武器や回復薬などの使用アイテムや仲間のクリーチャー（人間やモンスターなど）が「カード｣という扱いになっており、戦闘前に手持ちカードで「デッキ｣を組むというカードバトルの要素も含んでいる。

### ステージ
フィールド上でクリアしていないステージへ移動するか、クリア済みのステージでトレーニングを選ぶと戦闘が始まる。プレイヤーのダンジョンと敵ボスのダンジョンが1～3個のワープゲートで繋がっており、敵ボスのダンジョンにあるジュエルを入手すれば勝利。ジュエルはジュエルルームの中央にあり、ジュエルの前に扉があって相手のダンジョンにある3個のカギを入手しなければ開かない。自分のダンジョンにも3個のカギとジュエルがあり、ジュエルを取られると敗北となる。また制限ターン（通常は1000）以内に決着がつかなかった場合もプレイヤーの負けとなる。プレイヤーは戦闘開始前にデッキのクリーチャーカードから各部屋最大2枚まで自分のダンジョン内にMP消費なしで召喚できるが、敵のダンジョンには最初から多数のモンスターが配置されている。戦闘が始まると8方向に移動や攻撃できるダンジョン内で自分と敵のターンが互いに訪れる。ターン毎にMPは1ずつ溜まっていく。ダンジョンは部屋で区切られており、クリーチャーが行動するのはプレイヤーがいる部屋かボスがいるダンジョンのみ。ボス以外は別の部屋に移動することもない。プレイヤーはMPを消費してカードを「使う」か「投げる」ことでカードを利用できる。「使う」場合は自分対象になるか自分の近くへのクリーチャー召喚、「投げる」場合は投げた相手対象になるか投げた先でクリーチャー召喚。ボス（敵・プレイヤー共に）のHPが0になった場合はデッキから1枚カードを落として、12ターン後に自軍のジュエルルームで復活する。

### デッキ
1つのジュエルを選び、カードを選んでデッキを組む。同じ種類のカードは4枚まで、全カード枚数は最大54枚まで、またカードにはMPが設定されており、デッキに入れたカードのMP合計はジュエルのMP以内でなければならない。余ったMPは初期MPに足されることになる。

### カード
カードは効果で大別すると、クリーチャーカード、武器カード、防具カード、アクセサリカード、使用カード、ジュエルカードに分かれる。カードはステージ中に入手したものはそのステージ限りの使用となっている。ステージクリア時にはステージに決められたカードの中からランダムで4枚のカードを入手、更に3つのボーナス条件（パーフェクト＝カギを1個も敵ボスに取られない、サバイバル＝一回もHP0にならない、ブレイブ＝敵よりジュエルランクが低い）をそれぞれ満たすごとに各1枚、最高で合計7枚入手できる。負けた場合は残念賞として1枚入手できる。ステージクリア後のストーリー上で更にカードを入手することもある。

### 通信対戦
通信ケーブルを用いて、他のカートリッジのデッキと対戦する。カードを賭けるかどうか選択可能で、互いにデッキの中からランダムで1枚賭けて、敗者の賭けたカードが勝者の物になる。対戦中は自分のプレイヤーの部屋と相手のプレイヤーの部屋のターンが交互ではなく、半リアルタイムでの対戦になる。ただし部屋の移動などは相手が1ターン行動するのを待つ必要があり、プレイヤー同士が同じ部屋にいる場合は、通常ステージと同様に互いに相手が行動するまで操作できない。ちなみに50勝すると「エクスカリバー」という武器カードを手に入れることができる。

### カード交換
通信ケーブルを用いて、他のカートリッジのセーブデータからカードを渡すことができる。1度には送信か受信のどちらかしかできない。一度に送れるのは種類を問わず最大54枚まで。「カリア」のカードとジュエルを除く全種類のカードが送信可能。

## 登場キャラクター

### 仲間
ギルス
ギルの玄孫でバビリム王国の王子。剣術とスペルカードによる魔法を使いこなす神殿騎士。
カリア
カイの妹の玄孫でフェニク島のイシター神殿の巫女。遠隔治癒魔法を使う。敗北後に表示される「戦いのヒント」も担当。途中、サキュバスにさらわれ、アンシャーに黄泉の国への入り口を開く儀式の生け贄にされて命を失う。
ホルス
ギルスの親友。2回攻撃ができる剣士。バビリム王国陥落後もレジスタンス活動を行っていた。
セティ
ホルスの妹。カウンター技を持つ槍使い。帝国に捕まり操られている。初挑戦時にカリアが不在のステージは彼女が「戦いのヒント」を担当する（セティの担当するステージの方が多い）。
クローヴィス
『ドラゴンバスター』からのゲスト。あるドラゴンにさらわれたというセリア姫を探して旅する青年。竜殺剣ドラゴンバスターをかけて勝負することになる。姫をさらったドラゴンはダハックではないかと考えて黄泉の国を訪れた所でギルスと再会して仲間になる。

### スーマール軍
バルスツーカ
スーマール帝国の皇帝。アンシャーに操られてバビリム王国を攻め滅ぼした。同室のナイト属（敵味方とも）の力を高める能力を持つ。
ヘロドトー
砂漠の国イシスを制圧して非道を行うスーマール帝国のネクロマンサー。
ドラスコル
皇帝バルスツーカに忠誠を誓いバビリム王国に駐屯しているスーマール帝国の男爵。皇帝の力となるべく悪魔と契約してバンパイアロードになった。
ユフタル
スーマール帝国の騎士団長（ヘヴィナイト）。皇帝のやり方に疑問を抱きつつ仕えていたが、ギルスとの戦いを機に一介の武人としての義を通すべく彼に付く。

### 神々とその従者
フンババ
老婆の姿をした森と生命の女神。リビルの森の巨木に住み、使い鳥イムドーグを差し向けてギルスを試す。カード召喚された際には同室全クリーチャーの最大HPを増やす。
ナブー
山羊の頭をした予言と言葉の神。カード召喚された際には同室の味方全員のHPとステータスを回復する。
ユーメル
ギルスに助言しては去っていく謎の道化師（ネゴシエイター）。ナブーの預言を伝える役目を負っている。
ラマン
武勇を重んじる嵐の神。多くの戦士を配下に持つ。カード召喚された際には同室の敵全員に疾風の鞭で無属性ダメージを与える。
カンサ
ラビリンスでギルスに試練を与える剣士（ソードマスター）。
プルタルコス
ラマン神の「嵐の軍団」のひとり（ストームソルジャー）。嵐の山でギルスに試練を与える。
ガールー
正義と炎の神。カード召喚された際には召喚者を一定時間無敵にする。
ナンナル
月と氷の女神。カード召喚された際には同室の味方全員の命中率と回避率を上げる。
ワルキューレ
『ワルキューレの冒険』などからのゲスト。本作ではナンナル神の使徒としてギルスを試す。
イシター
愛と戦いの女神でバビリム王国の守護神。カード召喚された際には同室の全クリーチャーのHPを全快させる。
アヌ
神々の王。カード召喚された際には同室の全クリーチャーに雷で光属性ダメージを与える。
ナーガル
黄泉の国の神。死者（人間だけでなく悪魔も）の魂を管理する。カード召喚された際には同室の全クリーチャーの死体を蘇らせる。
ダハック
ナーガルの館を警護する竜。三つの頭から一斉に業火を吐く。
ギルガメス
ギルスの高祖父にして魔王ドルアーガを倒した勇者。現在は神々の一員となっている。

### 悪魔
サキュバス
ギルスに敵対してその反応を楽しむ女悪魔。
アンシャー
闇の司祭。側近としてバルスツーカを操る悪魔。
ドルアーガ
ギルガメスに倒され、黄泉の国に封じられていた魔王。
ドルルルアーガ
ドルアーガがグリーン、レッド、ブルーの3本のクリスタルロッドを1本にして闇に染めたジュエル「ダイヤモンドメイス」の力で多くの分身を生み出し、自身も強大な力を得た魔王。

### その他
イシス
砂漠の国イシスの女王。氷の魔法と、雑兵の攻撃を寄せ付けない威厳を持つ。
クオックス
ドルアーガの塔の跡地に住む聖なる竜。
タイタニア
妖精（フェアリー）の女王。森の奥で「時の鍵」を守っている。
ガドラン
盗賊団のボス（ローグ）。ギルガメスの墓から伝説の装備を持ち出し、神罰を受ける。
ハーサグ
世捨て人（スルーメイジ）。「ゴールドアーマー」を入手するため天上界へ行こうとするギルスに助言を与える。
エンカイド
ギルスの髪を元に作られたミラーナイト。後に邪悪な鎧と篭手と邪剣「ソウルエッジ」と融合して闇の騎士「ナイトメア」になる。

## ワールド
- ワールド1 リビルの森
- ワールド2 熱砂の王国イシス
- ワールド3 バビリム王国
- ワールド4 スーマール王国
- ワールド5 クムガル山脈
- ワールド6 天上界
- ワールド7 黄泉の国
- ワールド8 ドルアーガの塔
- ワールドN ナムコランド

ストーリーとは無関係で、前のワールドへ移動する為の近道的なワールド。ステージにはパックマン、『源平討魔伝』のカゲキヨ、『ガンバレット』シリーズのオヤジなどが登場する。

## 制作スタッフ
- ゲームデザイン　岸本好弘
- キャラクターデザイン　金澤尚子

## その他
- 「ゴールドマトック」のカードは入手不可能で、カードリストをコンプリートすることは通常は不可能となっている。改造コードなどを用いるか、そのような手段を用いたデータから通信によってのみ入手可能。
- CGギャラリーの閲覧と、「エクスカリバー」のカード入手は、1人でプレイしていては不可能で、通信対戦で一定回数勝利しなければならない。
- カードの中には、交換で一度に8枚以上を送信すると変化するものがあり、それらのカードも通信なしでは入手不可能。
- ゲームクリア後のセーブデータでワールド1のスタート地点に行くと、裏モードに挑戦するかどうか聞かれる。裏モードに入ると全てのステージの敵が復活する。カードはそのままだが、ジュエルは敵のジュエルより高レベルの物は使えず、ギルスのHPが0になるとそこで負けとなる。制限ターンは1000ターンから500ターンになる。